# Cerșit

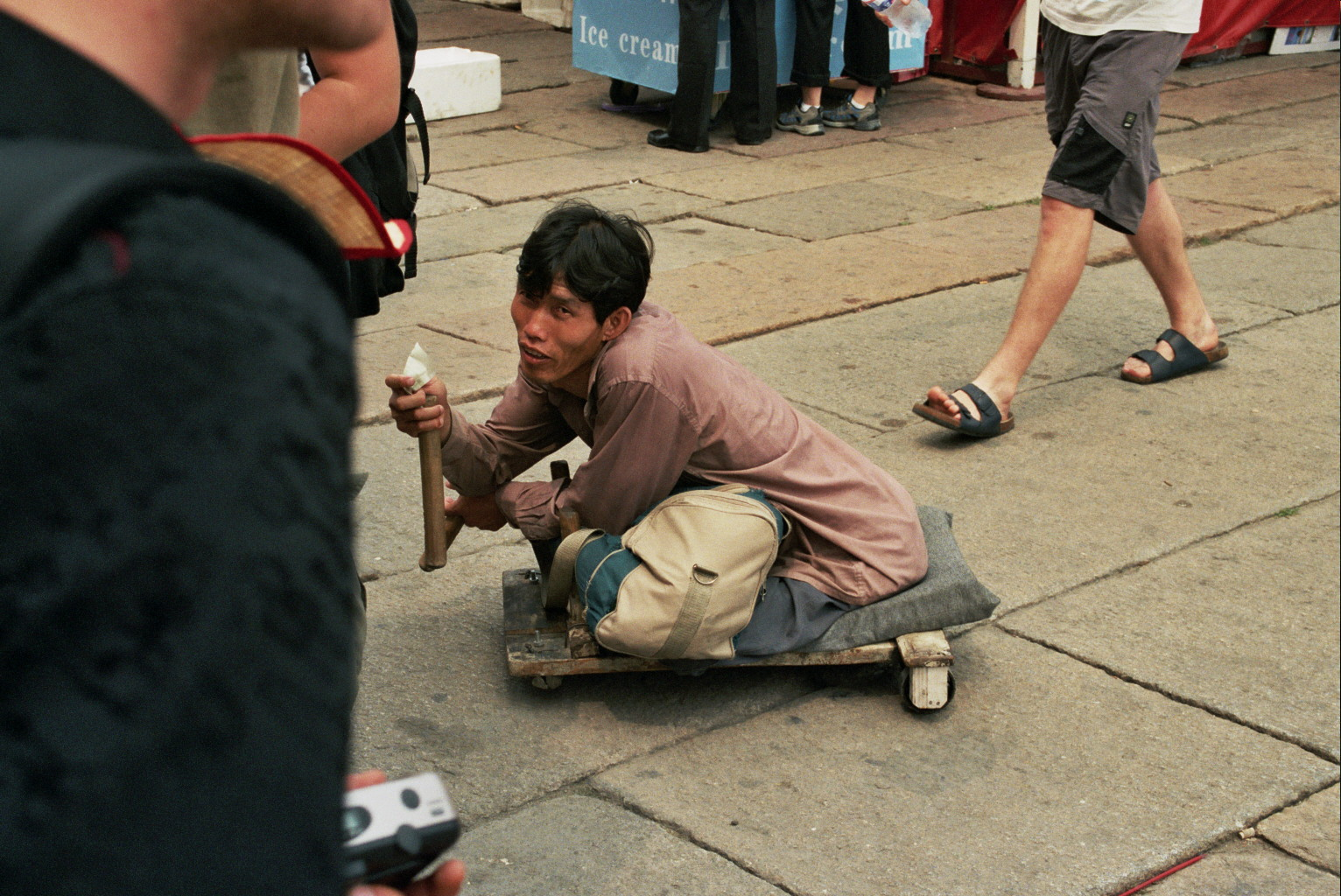
Un cerșetor cu dizabilități cerșește pe străzile din Beijing, Republica Populară Chineză

Cerșitul sau cerșetoria este strângerea de pomeni ca mijloc de existență. O persoană care practică cerșitul în mod regulat se numește cerșetor.
Cerșetorii pot fi întâlniți în mare număr preponderent în statele slab dezvoltate. Cauzele cerșetoriei sunt multiple: șomaj, incapabilitatea de a munci cauzată de un handicap, lipsa de venituri la bătrânețe, lene, sau (rareori) refuzul de a primi ajutor social.
Probabil una din cauzele antițigănismului este faptul că unii romi practică cerșitul, acest fenomen din păcate s-a extins în toată Europa.
De asemenea, viața de cerșetor poate fi aleasă de bună voie, având propria sa onoare în cazul unor ordine religioase din Europa apuseană sau din Orientul îndepărtat.
Danemarca a interzis această practică la nivel național, în timp ce Norvegia a permis autorităților locale să introducă interdicții.

## Legislația din România
În legislația din România, cerșetoria este definită ca apelarea, în mod repetat, la mila publicului, de către o persoană aptă de muncă.
Articolul 326 din Codul penal al României prevede că fapta persoanei care, având capacitatea de a munci, apelează în mod repetat la mila publicului, cerând ajutor material, este o infracțiune, care se pedepsește cu închisoare de la o lună la 3 ani.
În 2011, deputatul PDL Ștefan Daniel Pirpiliu a înaintat un proiect de lege prin care propune interzicerea cerșetoriei și, pe lângă pedeapsa cu închisoarea pentru cerșetori, amenzi între 300 și 600 de lei persoanelor care dau bani cerșetorilor, această faptă fiind considerată o contravenție. Conform acestui proiect, cerșetorul este „aceea persoană care solicită publicului ajutor material”, iar cerșetoria este „acțiunea de a cerși, iar în urma rezultatului acesteia, se obține strângerea de bani ca mijloc de existență”.

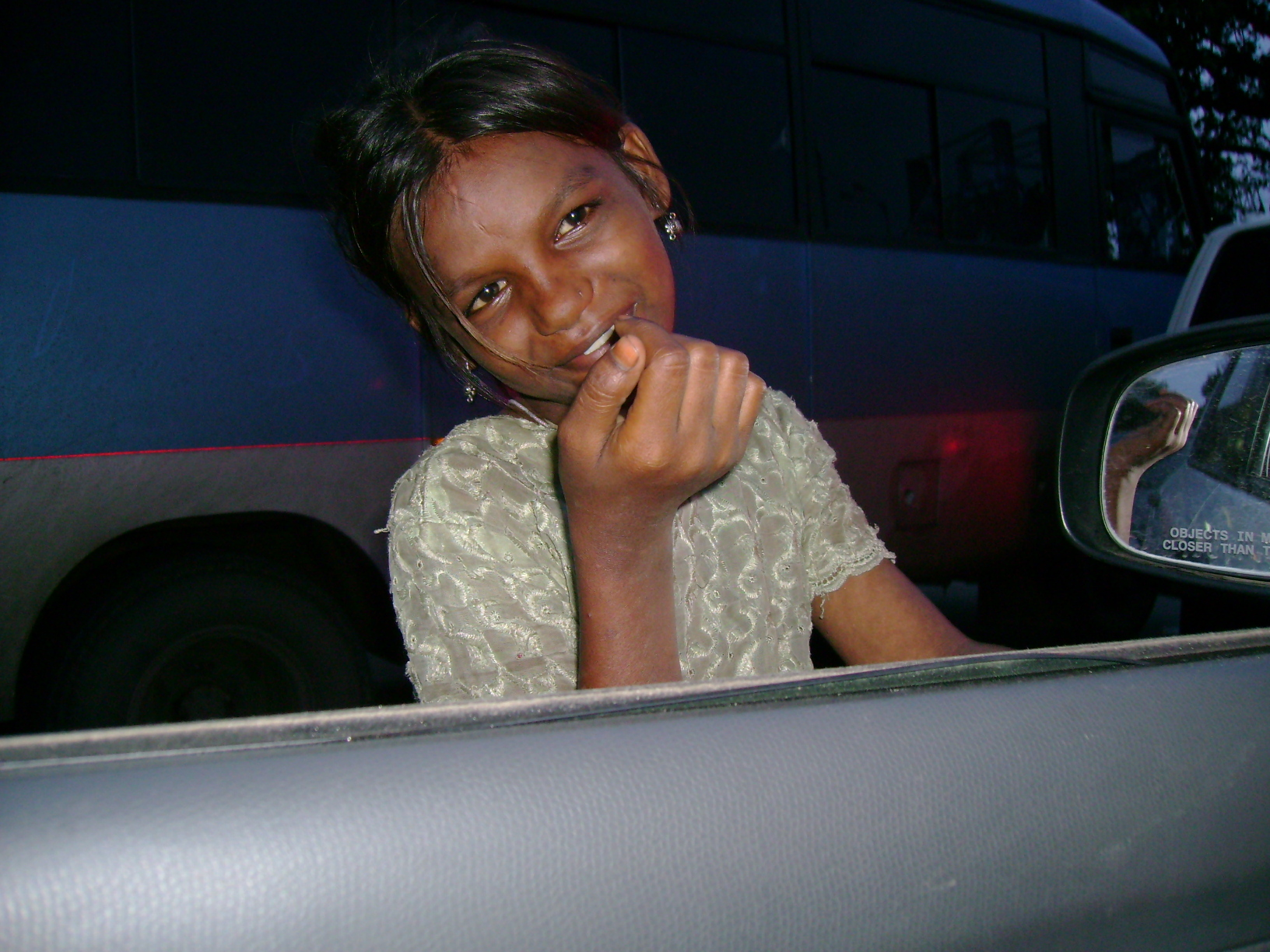
Copil cerşetor. În asemenea cazuri, copii sunt trimişi la cerşit chiar de părinţii care le confiscă veniturile.
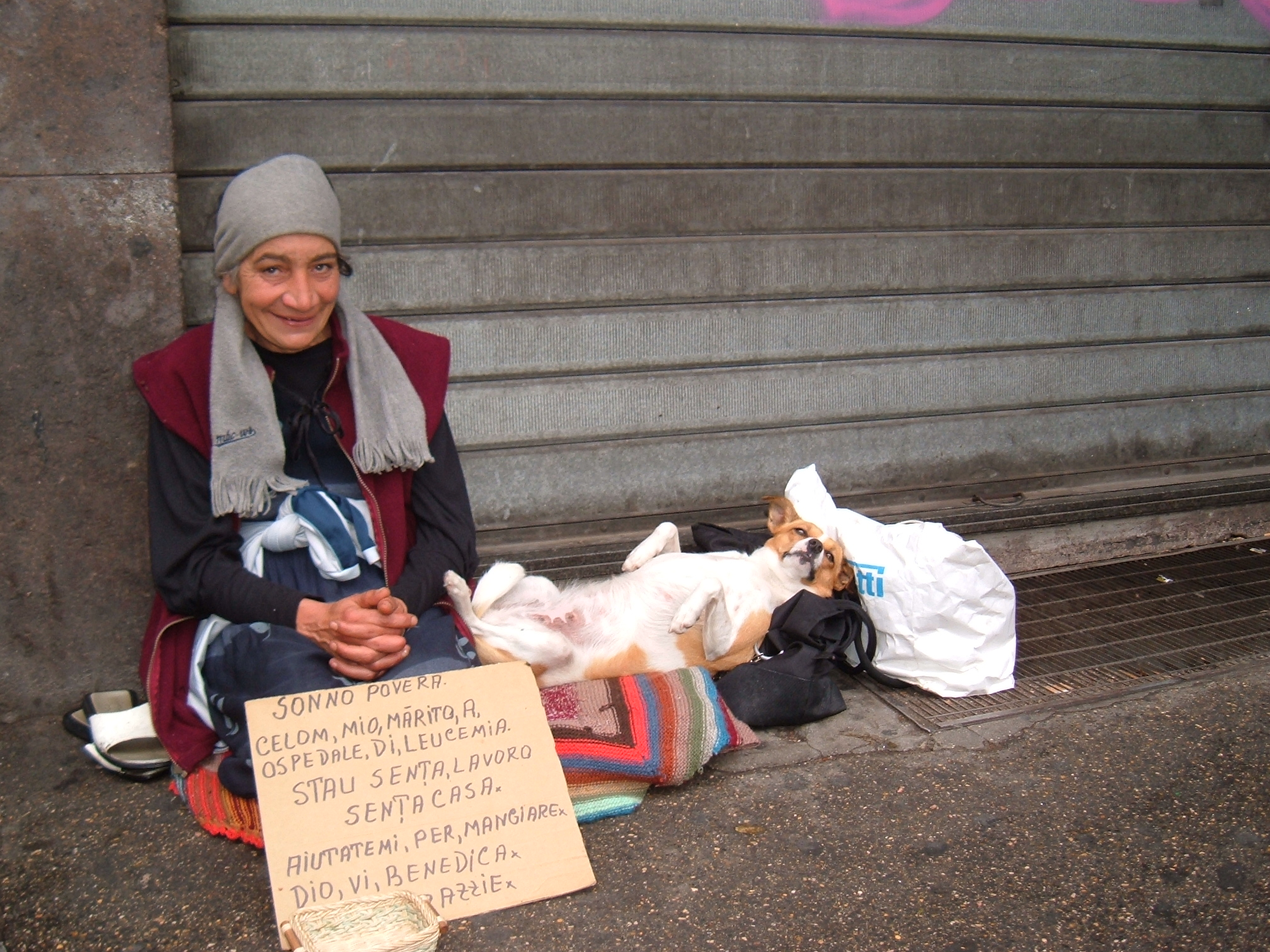
Cerşetorie din motiv de lene – femeie de vârstă medie, cerşind în Italia.
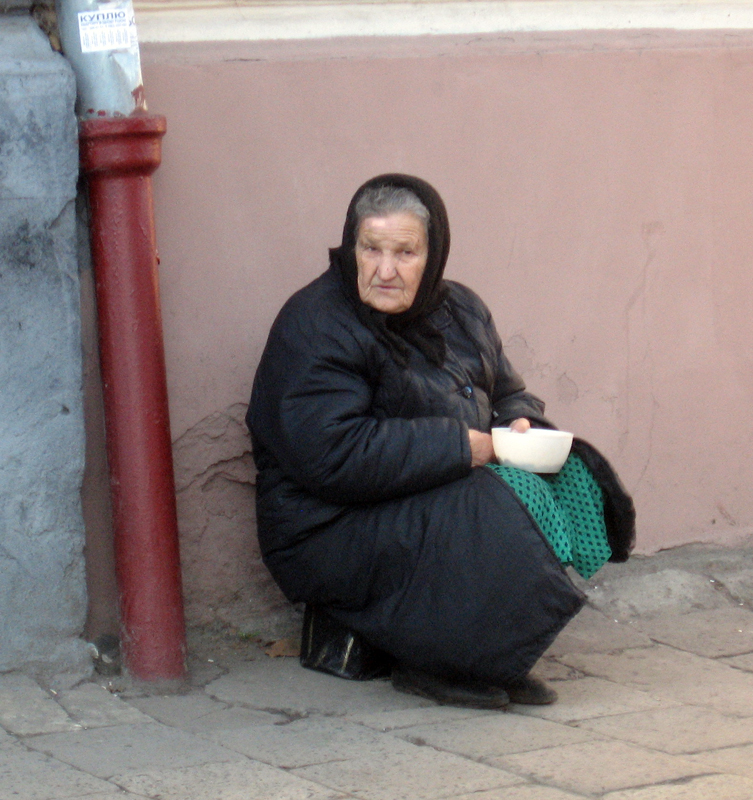
Cerşetorie cauzată de sărăcia de la bătrâneţe – o femeie din Liov, Ucraina.
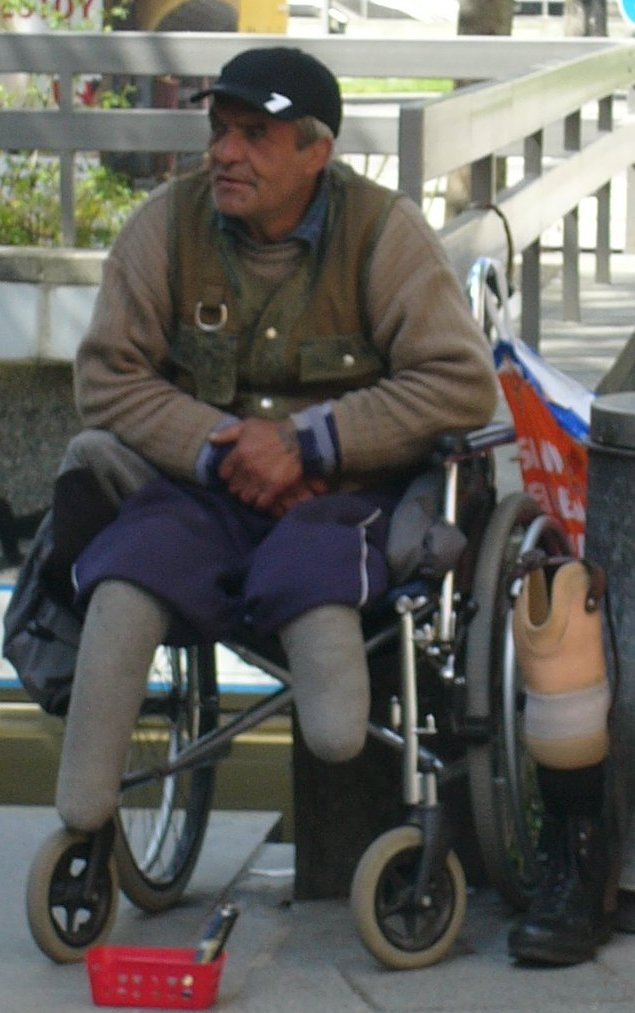
Cerşetorie cauzată de un handicap – cerşetor slovac cu picioarele amputate în München.